# Gertrud Roll
Gertrud Roll (* 17. März 1936 in Heidelberg) ist eine deutsche Schauspielerin.

## Leben
Sie wuchs in Colmar und Freiburg im Breisgau auf und besuchte nach dem Abitur die Schauspielschule Stuttgart. Von 1957 bis 1960 spielte sie in Stuttgart an der Komödie im Marquardt. Von 1960 bis 1969 war sie unter anderem am Badischen Staatstheater Karlsruhe, am Saarländischen Staatstheater Saarbrücken und an den Städtischen Bühnen Freiburg engagiert. 
Ab 1976 arbeitete sie am Schauspielhaus Wien, am Wiener Volkstheater, am Kölner Schauspielhaus sowie am Stadttheater Klagenfurt. Im Jahr 2006 gewann sie den Nestroy für die beste Nebenrolle als Gräfin in Bei Einbruch der Dunkelheit am Stadttheater Klagenfurt. Im Jahr 2009 war sie in der Dramatisierung von Ingeborg Bachmanns Roman Malina am Schauspielhaus Graz zu sehen. Im Jahr 2012 spielte sie die Madame Oberlin in Georg Büchners Lenz bei den Salzburger Festspielen, Regie führte Cornelia Rainer.
Roll spielte an den verschiedenen Bühnen zahlreiche Rollen, darunter Viola in Was ihr wollt, Rosalinde in Wie es euch gefällt, die Titelrolle in Minna von Barnhelm, die Titelrolle in Maria Stuart, Katharina in Der Widerspenstigen Zähmung, die Titelrolle in Kiss Me, Kate, die Königin in Hamlet und Jelena in Onkel Wanja.

## Filmografie (Auswahl)
- 1965: Das ist Stern schnuppe – Rummelplatz
- 1975: Parapsycho – Spektrum der Angst
- 1979: Die Jahre vergehen
- 1979: Egon Schiele, enfer et passion
- 1995: Tatort – Die Freundin
- 1998: Ich liebe eine Hure
- 1999: Ich habe nein gesagt
- 1999: Lea Katz – Die Kriminalpsychologin: Einer von uns
- 2001: Romeo (Fernsehfilm)
- 2001: Zwei unter einem Dach (TV)
- 2002: Tatort – Fakten, Fakten …
- 2005: In einem anderen Leben (TV-Film)
- 2005: Die Schrift des Freundes (TV-Film)
- 2005: Alfred und der Engel im Winter (Kurzfilm)
- 2006: Lilly Schönauer – Die Stimme des Herzens
- 2007: SOKO Kitzbühel (Fernsehserie, 1 Folge)
- 2007: Die Geschworene (TV-Film)
- 2007: Doktor Martin (Fernsehserie, 1 Folge)
- 2008: Die Versöhnung (TV-Film)
- 2009: Schicksalstage in Bangkok
- 2010: Der Einsturz – Die Wahrheit ist tödlich (TV-Film)
- 2010: SOKO Kitzbühel (Fernsehserie, 1 Folge)
- 2010: 3 (Film)
- 2010: Meine Familie bringt mich um!
- 2011: 4 Tage im Mai
- 2011: Ein Sommer in den Bergen (TV-Film)
- 2012: SOKO Stuttgart (Fernsehserie, 1 Folge)
- 2013: Grenzgang (TV-Film)
- 2014: Bösterreich (Fernsehserie, 1 Folge)
- 2014: Schluss! Aus! Amen! (TV-Film)
- 2014: Tatort – Paradies
- 2014: SOKO Wien (Fernsehserie, 1 Folge)
- 2014: Bis Gleich (Kurzfilm)
- 2015: Das Kloster bleibt im Dorf (TV-Film)
- seit 2015: Vorstadtweiber (Fernsehserie)
- 2016: Bettys Diagnose (Fernsehserie, 1 Folge)
- 2016: Yahrzeit (Kurzfilm)
- 2016: Hundertmal Frühling (TV-Film)
- 2016: Tatort – Mia san jetz da wo’s weh tut
- 2017: Lena Lorenz: Geliehenes Glück
- 2018: Wir sind doch Schwestern
- 2019: Fluss des Lebens – Kwai: Familienbande
- 2020: Das Tal der Mörder (TV-Film)
- 2021: Daheim in den Bergen – Die Bienenkönigin

## Hörspiele
- 1965: Kay Hoff: Konzert an vier Telefonen (Frau) – Regie: Horst Loebe (Hörspiel – SR/RB)

## Preise
- 1982/83: Karl-Skraup-Preis
- 2006: Nestroy-Theaterpreis Beste Nebenrolle